# بیوژنز
زیست‌زایی یا بیوژنز به پیدایش موجودات زنده از موجودات زنده‌ای همانند خود گویند. از نظر مفهوم ، پیدایش زیستگاهی گاهی به لویی پاستور نسبت داده می شود  و این باور را دارد که موجودات زنده پیچیده فقط از طریق موجودات زنده دیگر از طریق تولید مثل حاصل می شوند
یعنی زندگی خود به خود از مواد غیر زنده ناشی نمی شود ، همان موقعیتی بود که نسل خود به خودی در اختیار داشت. ادعای پاستور به دنبال آموزه Virchow Omnis cellula e cellula (همه سلولهای سلول) ، خود ناشی از کار رابرت ریماک است.